# Pterolophia
Pterolophia es un género de escarabajos longicornios de la subfamilia Lamiinae.

## Ejemplares del género

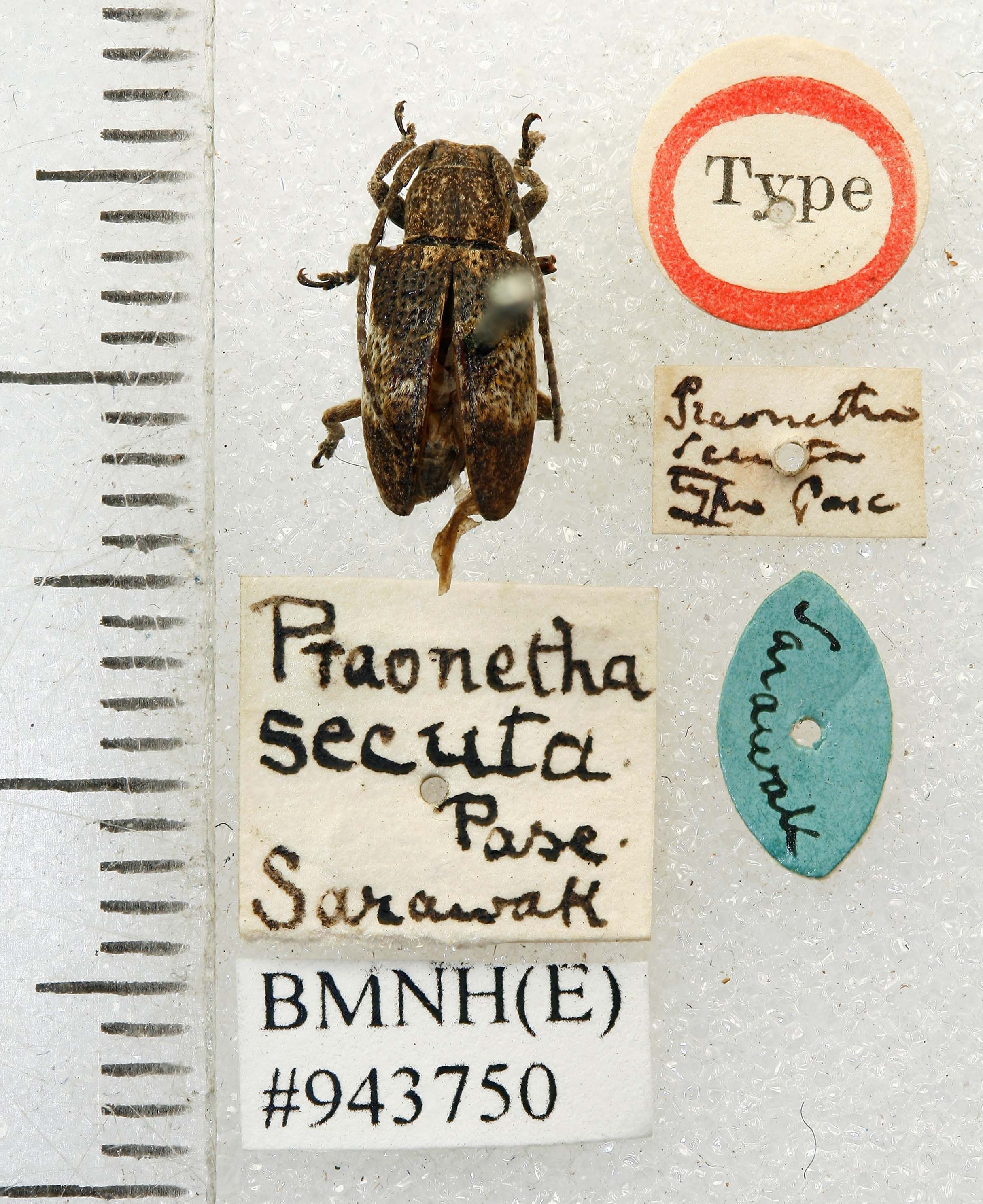
Praonetha secuta
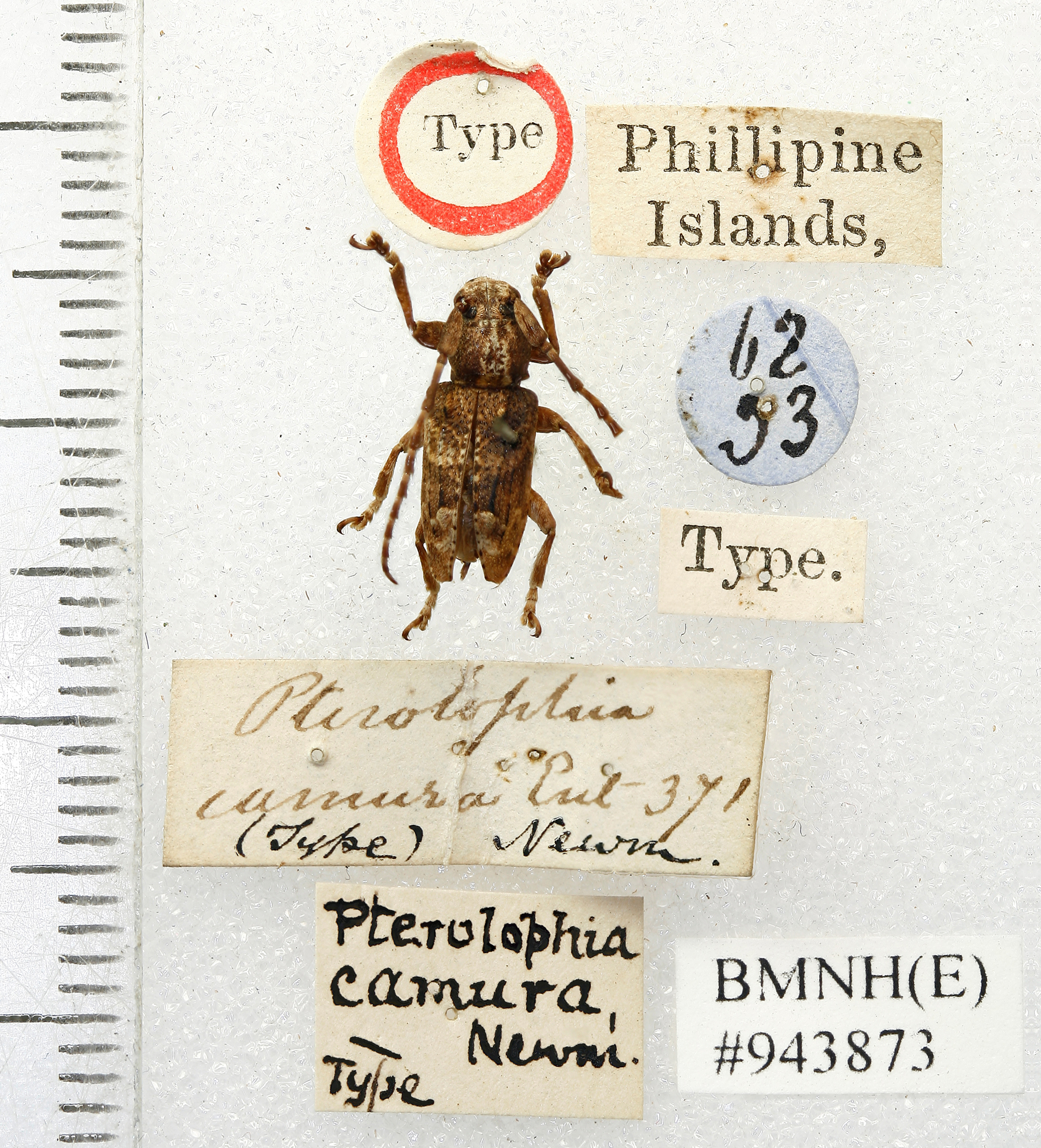
Pterolophia camura
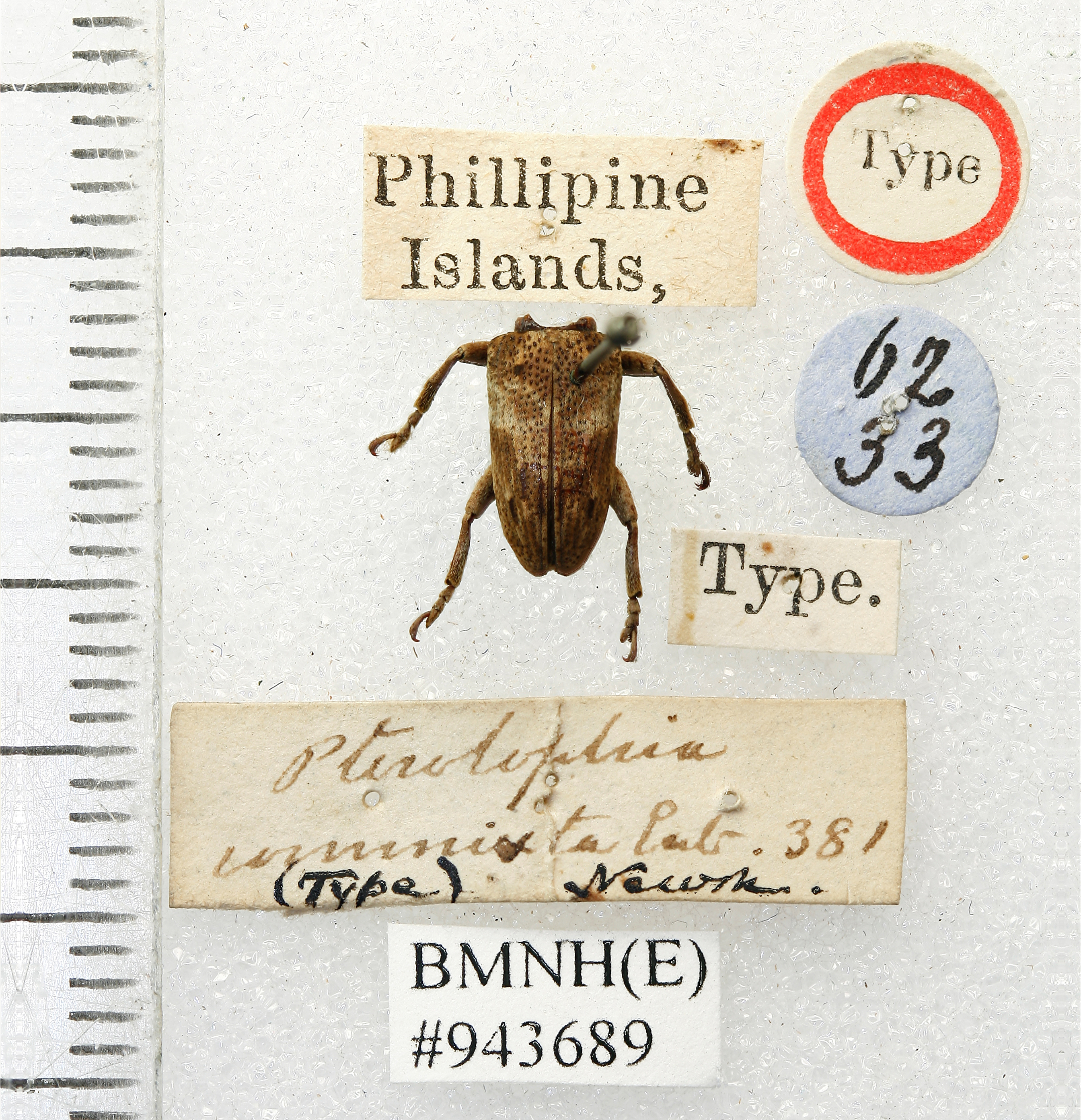
Pterolophia commixta
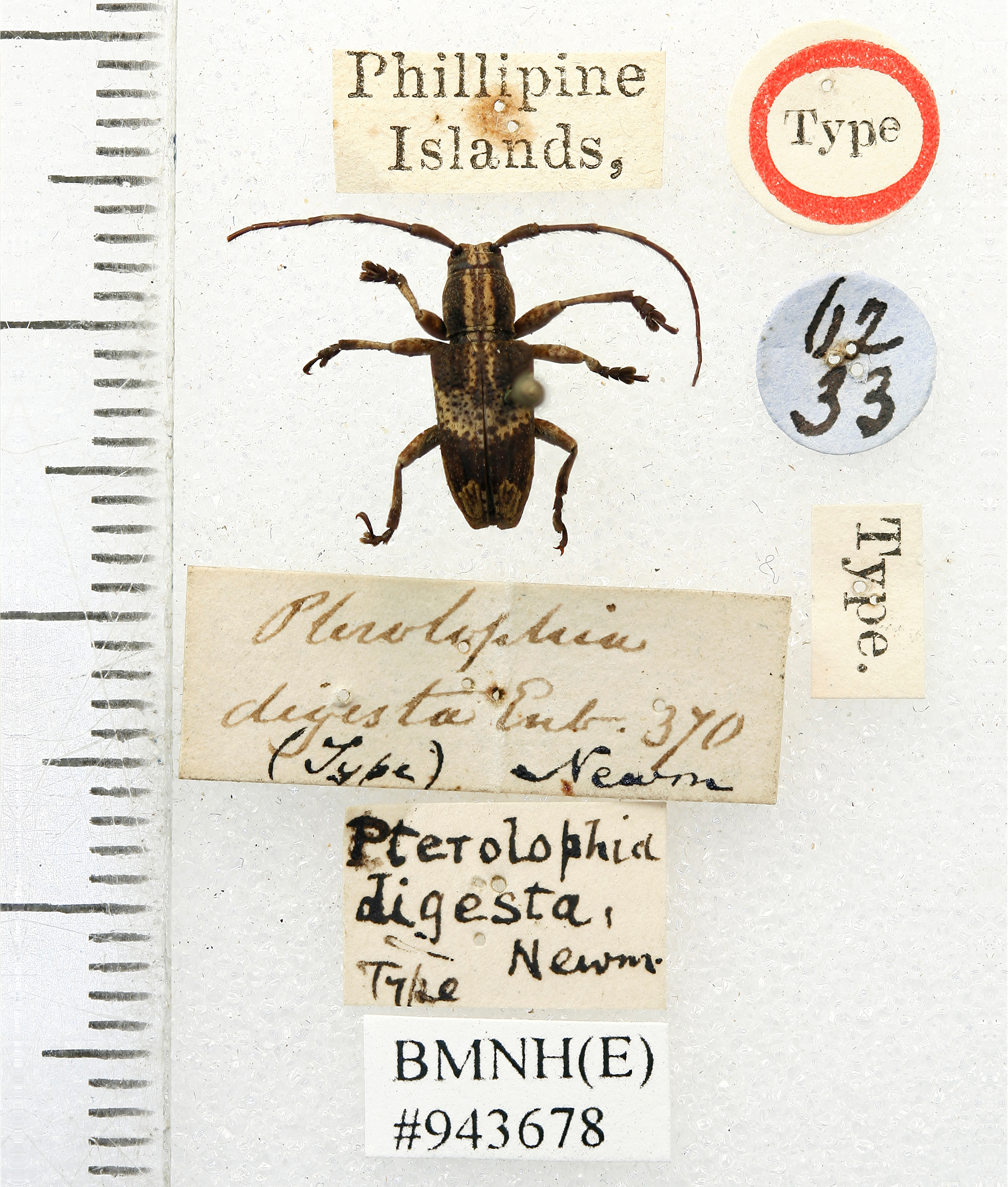
Pterolophia digesta
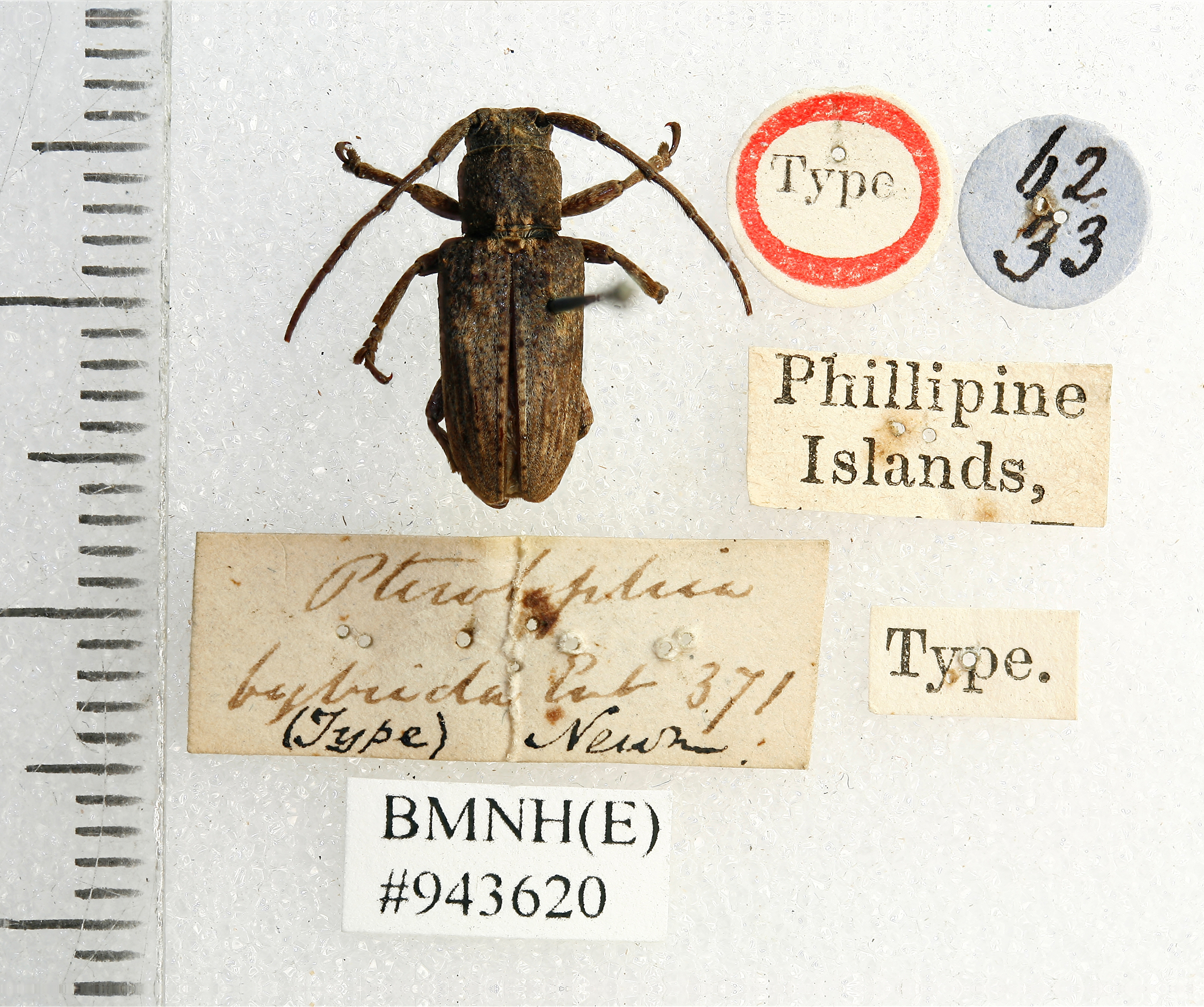
Pterolophia hybrida
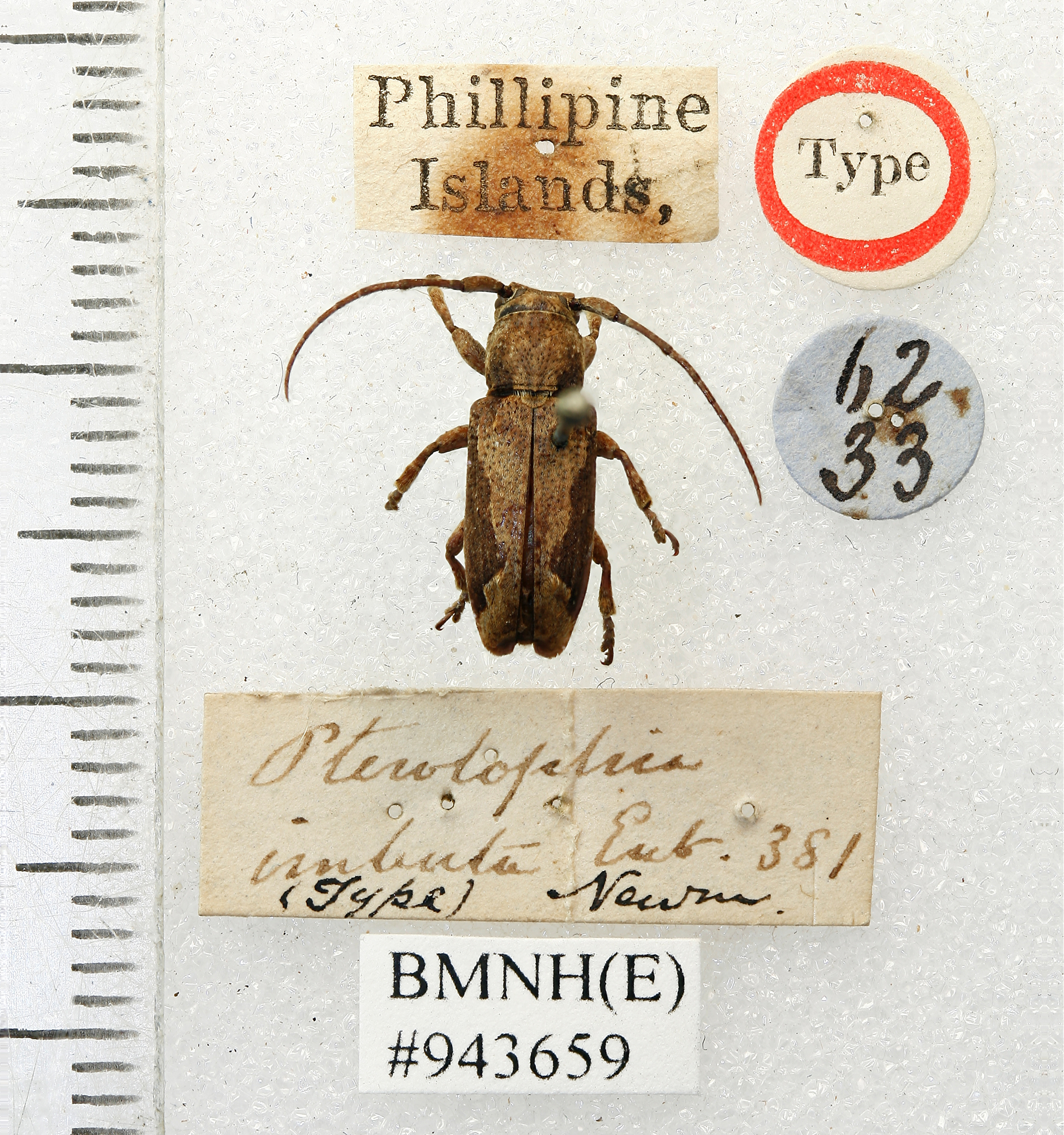
Pterolophia imbuta
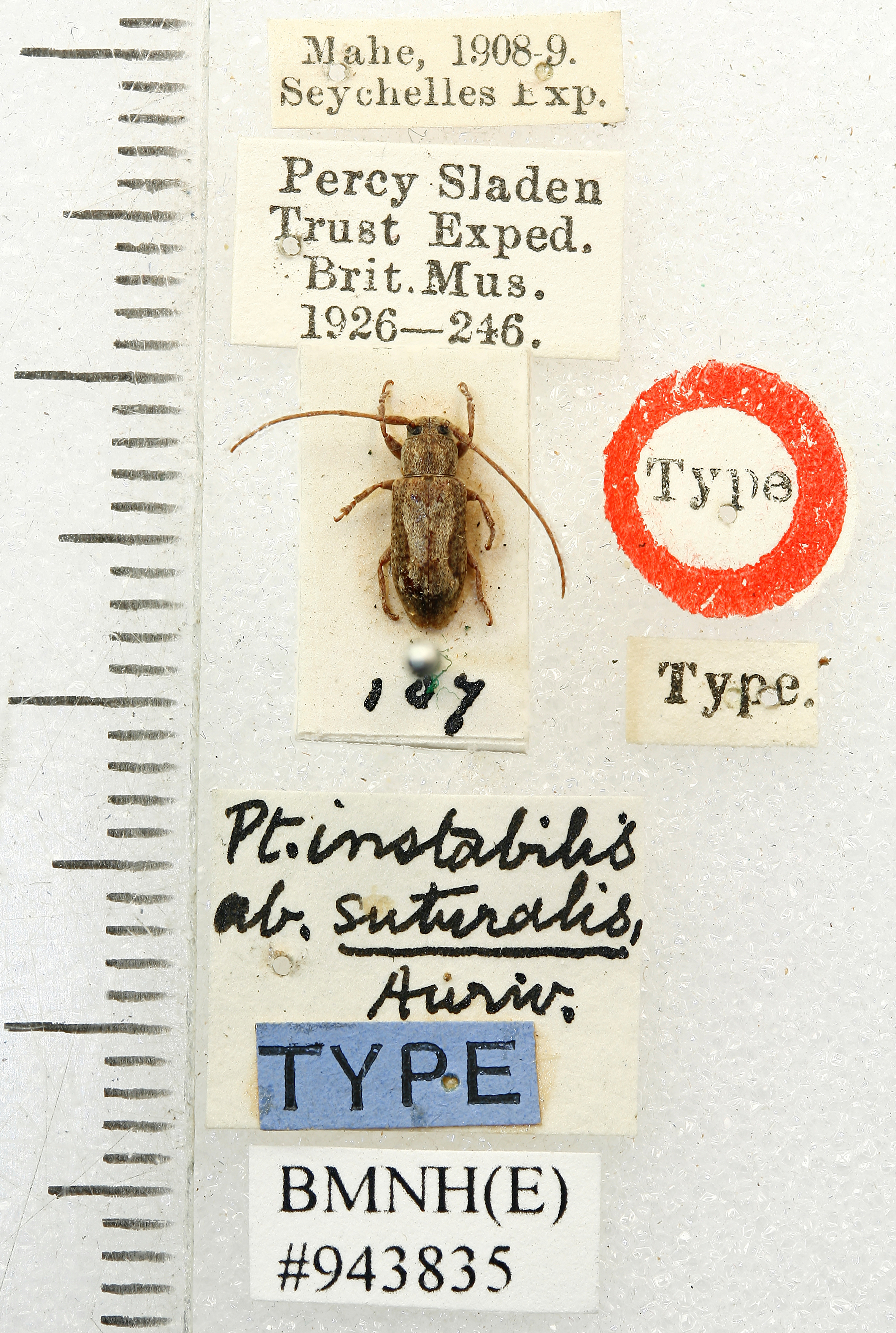
Pterolophia instabilis
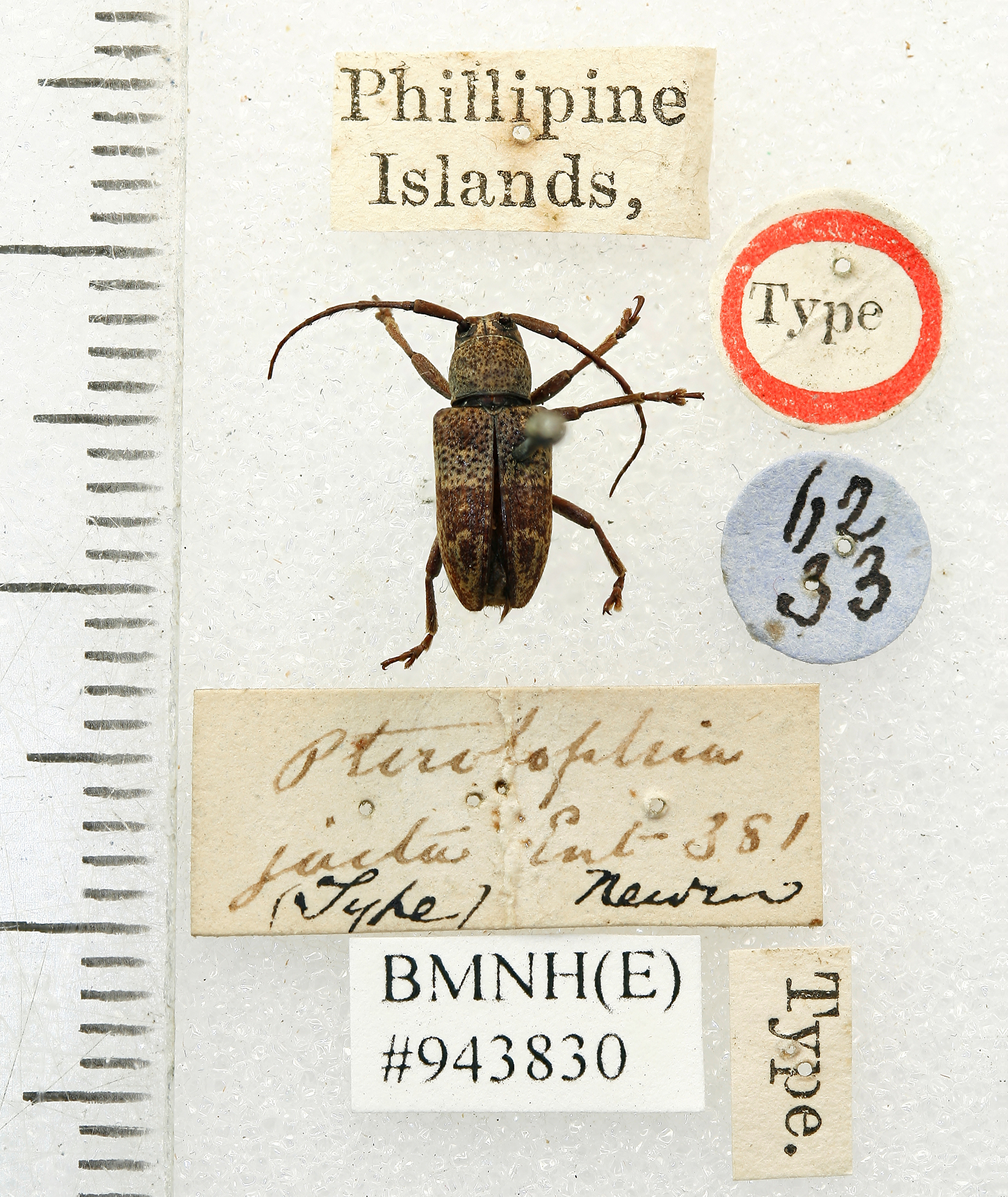
Pterolophia jacta
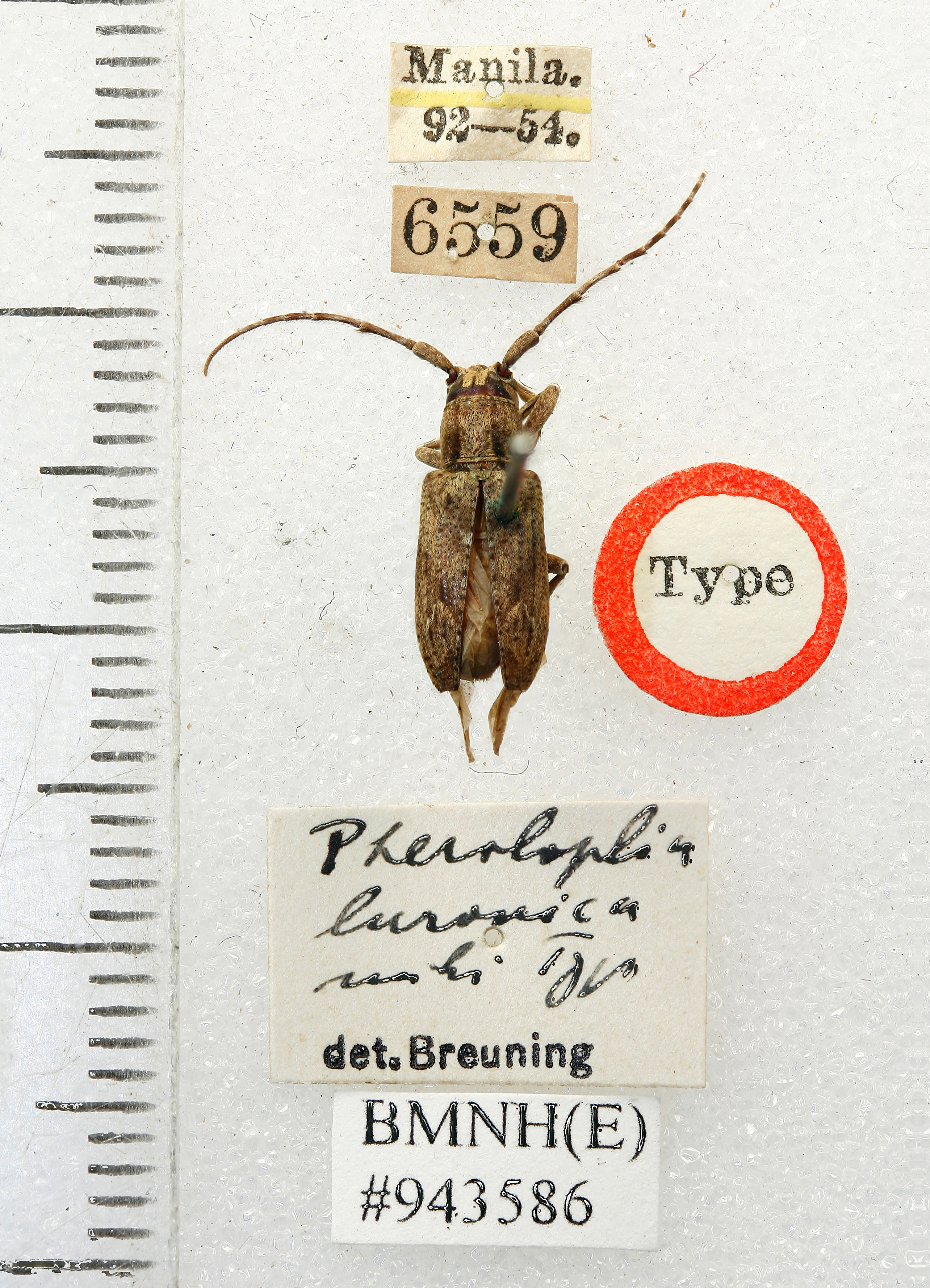
Pterolophia luzonica
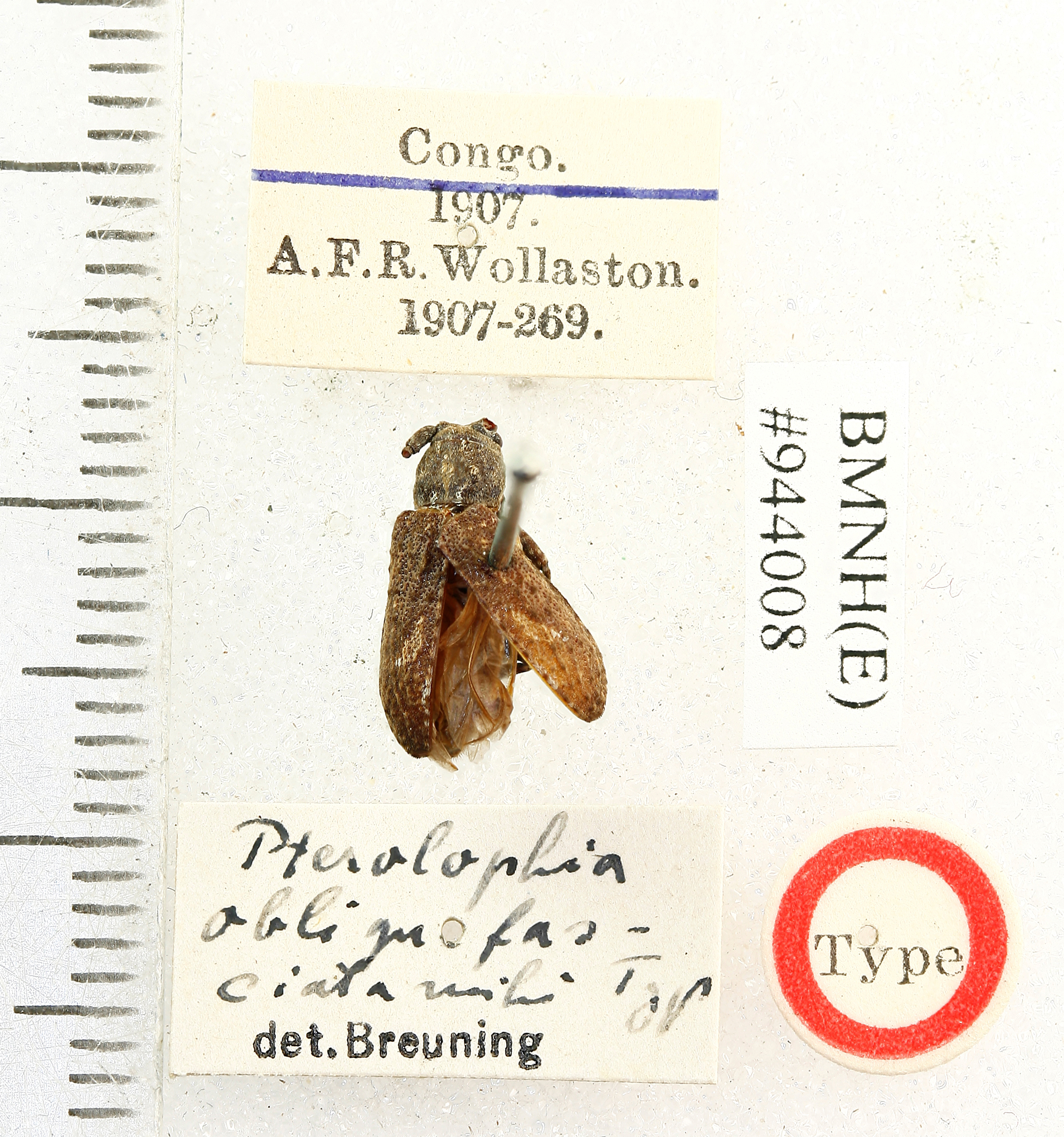
Pterolophia obliquifasciata
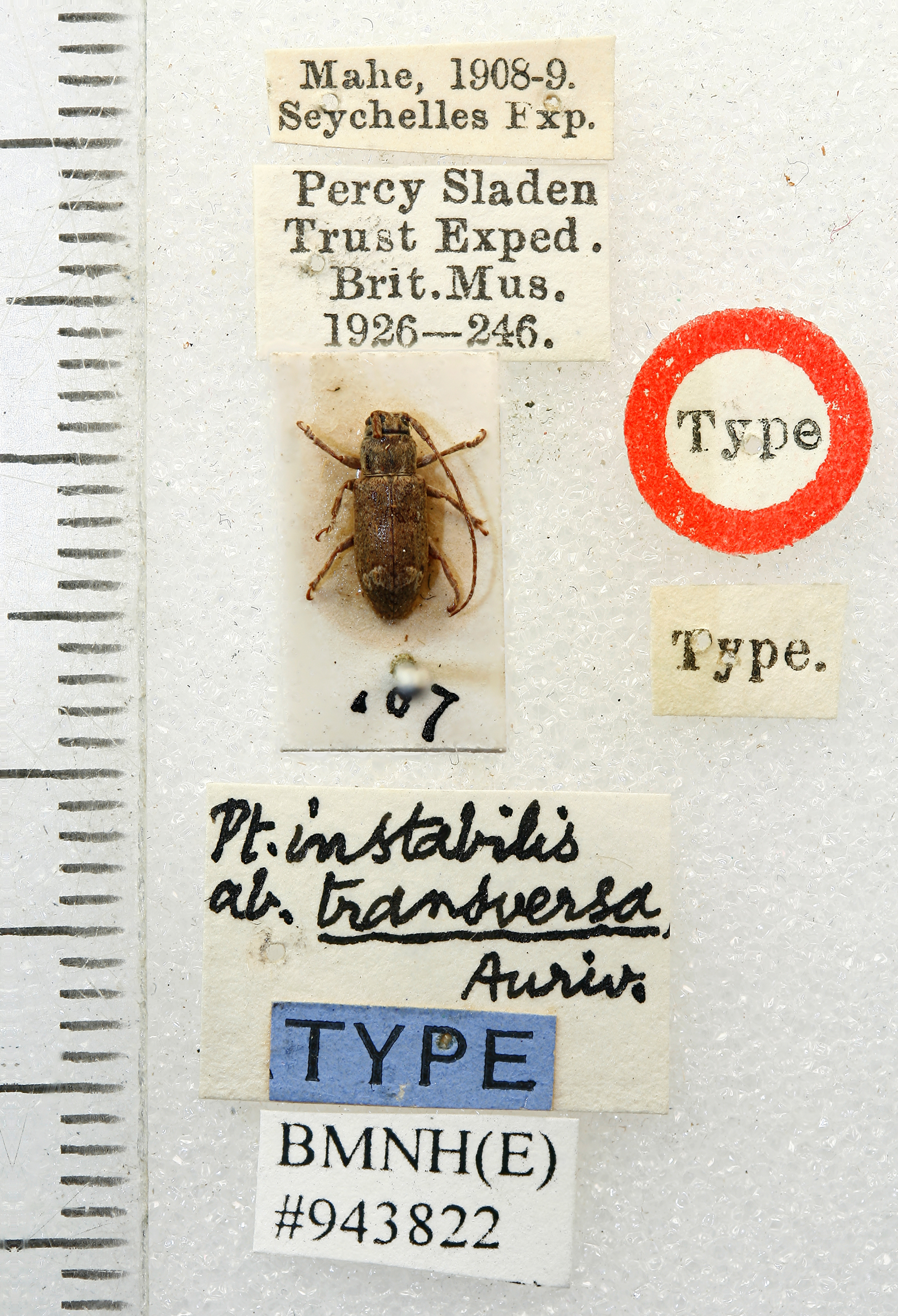
Pterolophia transversa
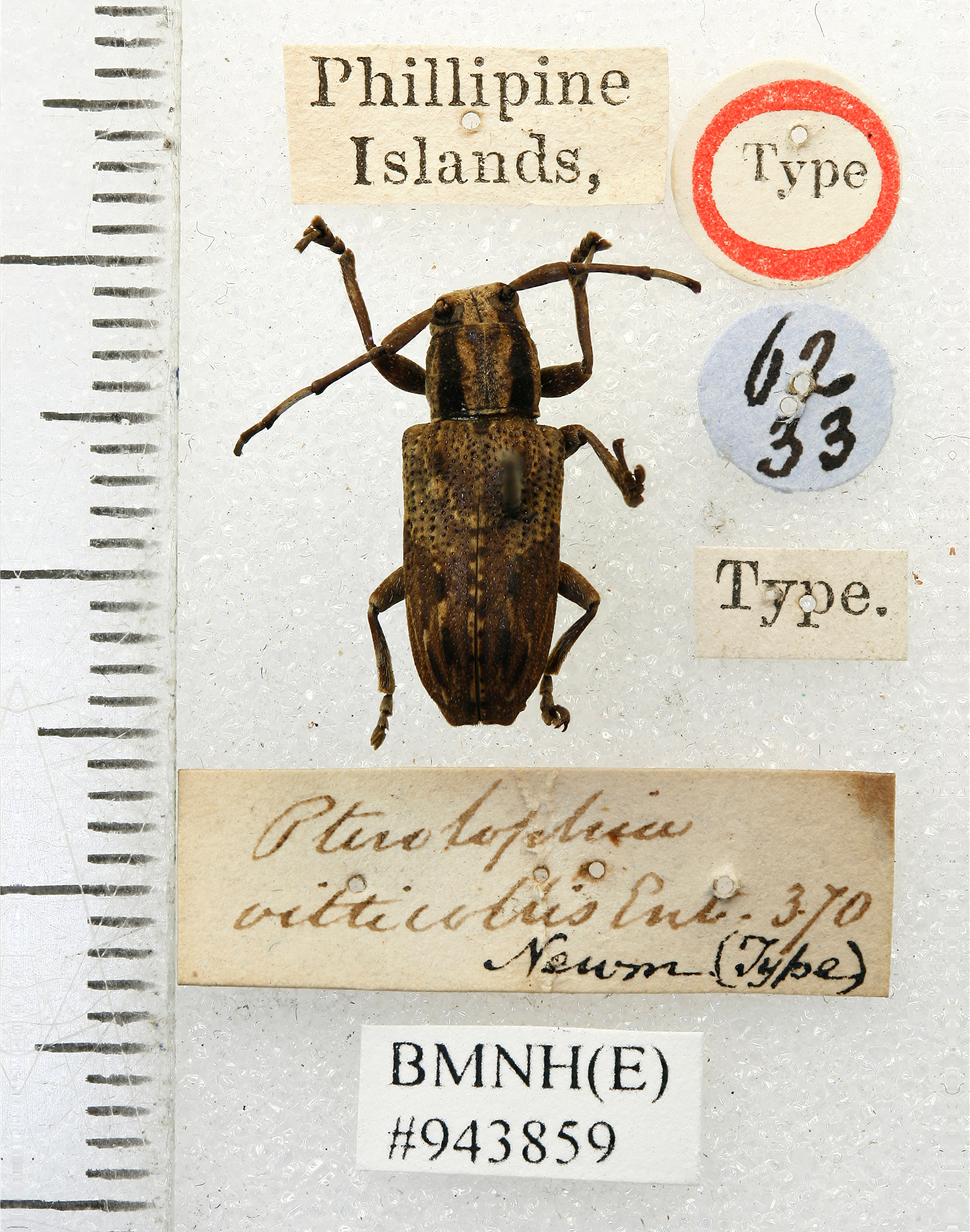
Pterolophia vitticollis
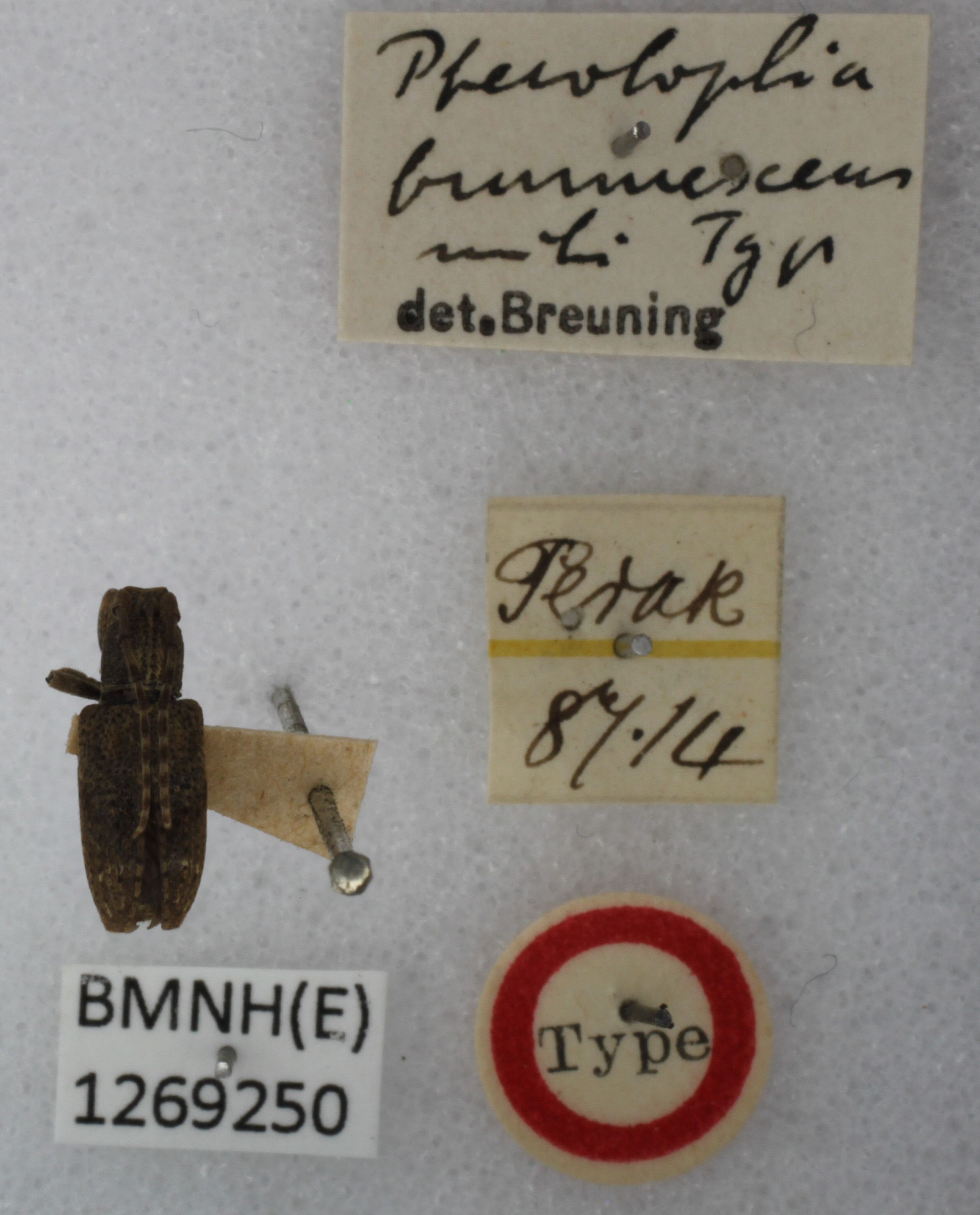
Pterolophia brunnescens
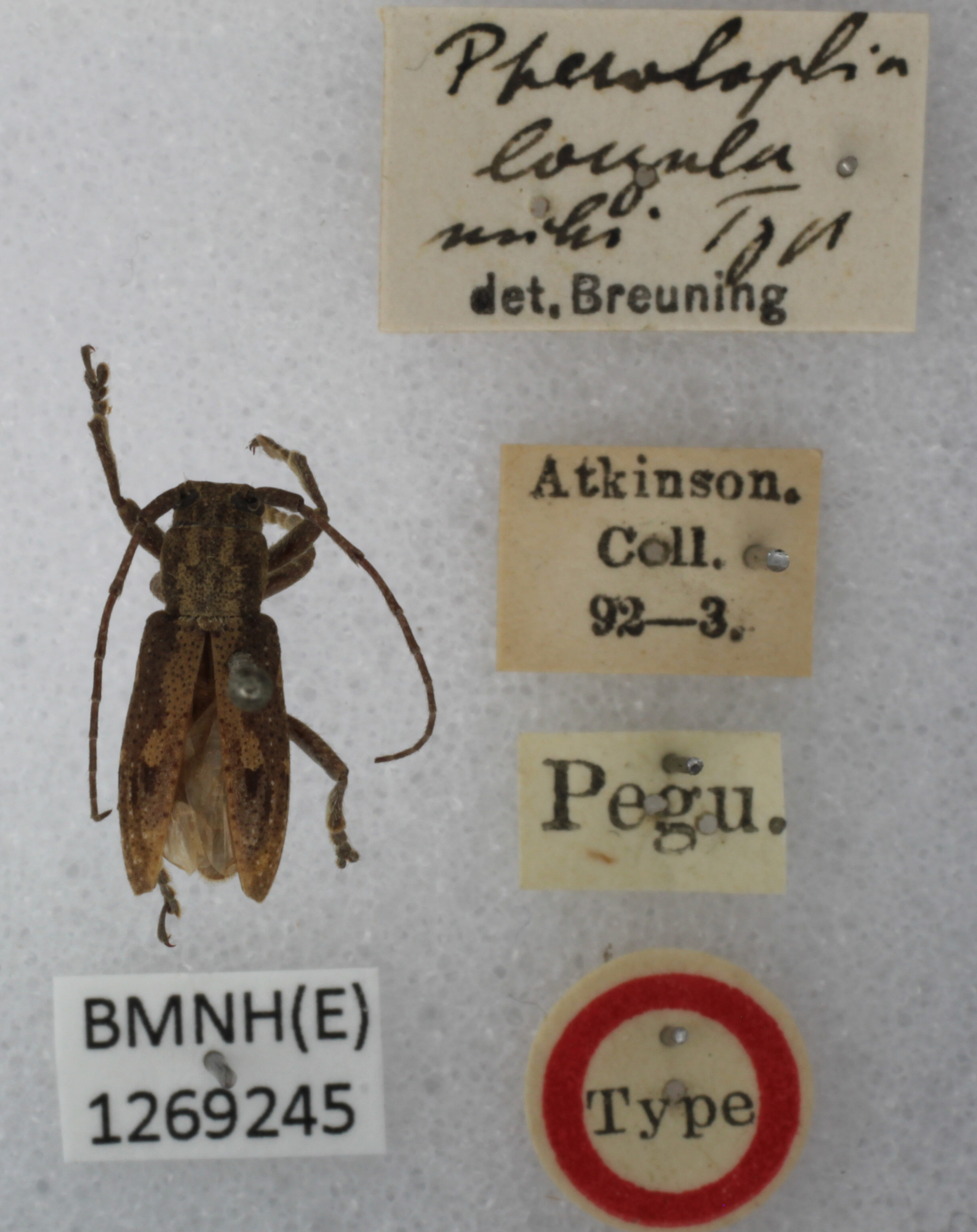
Pterolophia longula
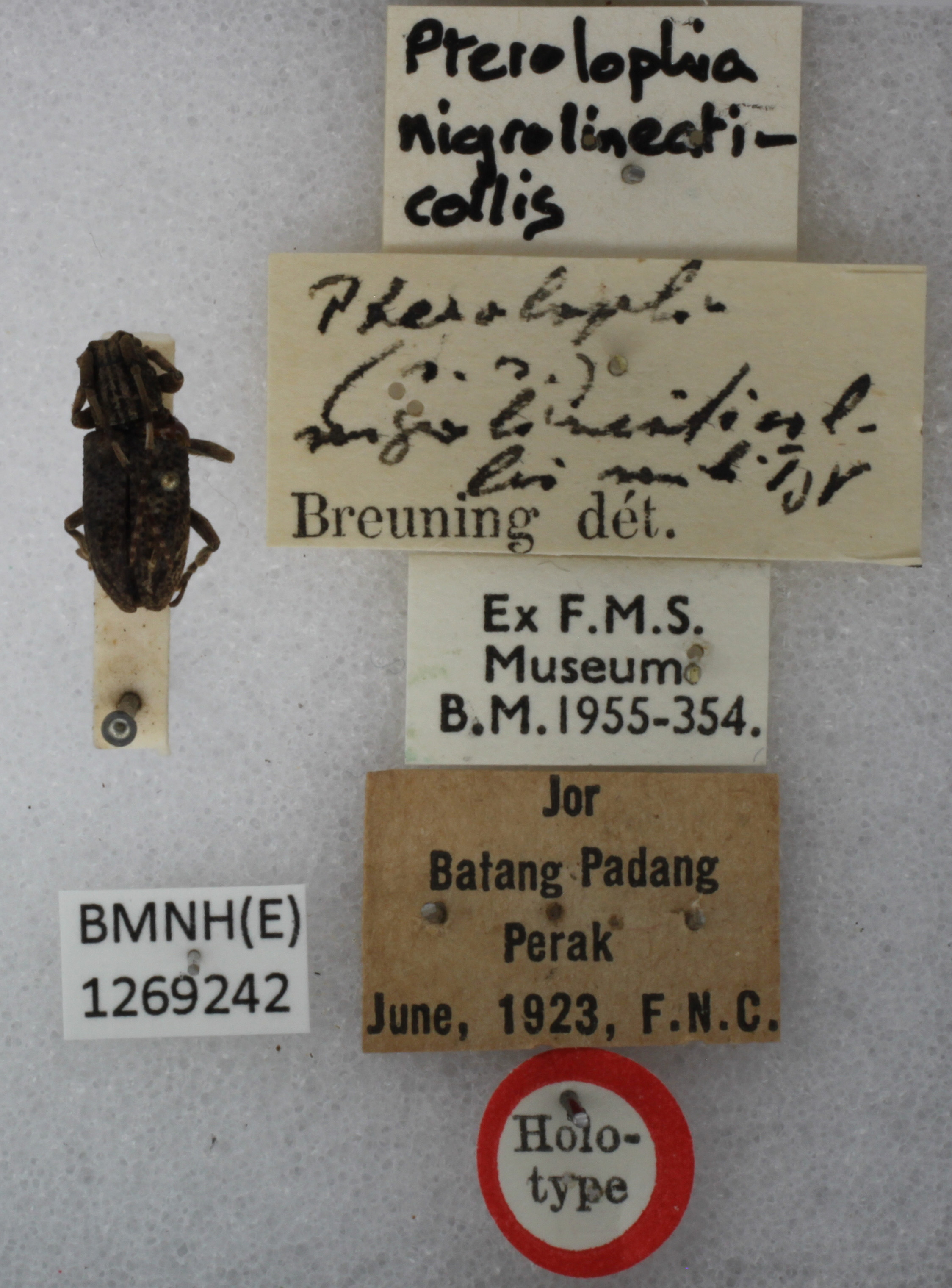
Pterolophia nigrolineaticollis

## Especies
- Pterolophia aberrans
- Pterolophia adachii
- Pterolophia aeneipennis
- Pterolophia aequabilis
- Pterolophia aethiopica
- Pterolophia affinis
- Pterolophia agraria
- Pterolophia albanina
- Pterolophia albertisi
- Pterolophia albescens
- Pterolophia albicans
- Pterolophia albicollis
- Pterolophia albivenosa
- Pterolophia alboantennata
- Pterolophia albofasciata
- Pterolophia albohumeralis
- Pterolophia albolateralis
- Pterolophia albomaculata
- Pterolophia albomarmorata
- Pterolophia albonigra
- Pterolophia alboplagiata
- Pterolophia albopunctulata
- Pterolophia albosignata
- Pterolophia albotarsalis
- Pterolophia albovaria
- Pterolophia albovariegata
- Pterolophia albovittata
- Pterolophia albovitticollis
- Pterolophia alorensis
- Pterolophia alternata
- Pterolophia andamana
- Pterolophia andamanensis
- Pterolophia andamanica
- Pterolophia andrewsi
- Pterolophia angulata
- Pterolophia angusta
- Pterolophia annamensis
- Pterolophia annobonae
- Pterolophia annularis
- Pterolophia annulata
- Pterolophia annulitarsis
- Pterolophia anoplagiata
- Pterolophia antennata
- Pterolophia anticemaculata
- Pterolophia apicefasciata
- Pterolophia apicefasciculata
- Pterolophia apicefusca
- Pterolophia apicemaculata
- Pterolophia apiceplagiata
- Pterolophia apicespinosa
- Pterolophia approximata
- Pterolophia arabica
- Pterolophia arcuata
- Pterolophia armata
- Pterolophia arrowi
- Pterolophia arrowiana
- Pterolophia ashantica
- Pterolophia assamana
- Pterolophia assamensis
- Pterolophia assimilis
- Pterolophia assinica
- Pterolophia aurivillii
- Pterolophia australiensis
- Pterolophia australis
- Pterolophia baiensis
- Pterolophia baliana
- Pterolophia baloghi
- Pterolophia bambusae
- Pterolophia bangi
- Pterolophia banksi
- Pterolophia barbieri
- Pterolophia basicristata
- Pterolophia basiflavipennis
- Pterolophia basilana
- Pterolophia basileensis
- Pterolophia basilewskyi
- Pterolophia basispinosa
- Pterolophia baudoni
- Pterolophia beccarii
- Pterolophia bedoci
- Pterolophia beesoni
- Pterolophia benjamini
- Pterolophia bialbomaculipennis
- Pterolophia biannulicornis
- Pterolophia biarcuata
- Pterolophia biarcuatoides
- Pterolophia bicarinata
- Pterolophia bicirculata
- Pterolophia bicolor
- Pterolophia bicoloriantennata
- Pterolophia bicostata
- Pterolophia bicristata
- Pterolophia bicristulata
- Pterolophia bifasciata
- Pterolophia biflavolineicollis
- Pterolophia bifuscomaculata
- Pterolophia bigibbera
- Pterolophia bigibbicollis
- Pterolophia bigibbosa
- Pterolophia bigibbulosa
- Pterolophia bigibbulosoides
- Pterolophia bilatevittata
- Pterolophia bilineaticeps
- Pterolophia bilineaticollis
- Pterolophia biloba
- Pterolophia bilunata
- Pterolophia bimaculata
- Pterolophia bimaculaticeps
- Pterolophia binaluana
- Pterolophia binaluanica
- Pterolophia binhana
- Pterolophia biochreovittata
- Pterolophia bipartita
- Pterolophia biplagiaticollis
- Pterolophia bipostfasciculata
- Pterolophia birmanica
- Pterolophia bisbinodula
- Pterolophia bisulcaticollis
- Pterolophia bituberata
- Pterolophia bituberculata
- Pterolophia bituberculatithorax
- Pterolophia bituberculatoides
- Pterolophia bizonata
- Pterolophia blairiella
- Pterolophia bonthaini
- Pterolophia borneensis
- Pterolophia bottangensis
- Pterolophia brahma
- Pterolophia brevegibbosa
- Pterolophia brevicornis
- Pterolophia brunnea
- Pterolophia brunnescens
- Pterolophia bryanti
- Pterolophia buruensis
- Pterolophia caballina
- Pterolophia caffrariae
- Pterolophia calceoides
- Pterolophia caledonica
- Pterolophia cambodgensis
- Pterolophia camela
- Pterolophia camerunensis
- Pterolophia cana
- Pterolophia canescens
- Pterolophia capensis
- Pterolophia capreola
- Pterolophia carinata
- Pterolophia carinipennis
- Pterolophia carinulata
- Pterolophia casta
- Pterolophia castaneivora
- Pterolophia caudata
- Pterolophia celebensis
- Pterolophia ceylonensis
- Pterolophia ceylonica
- Pterolophia chapaensis
- Pterolophia chebana
- Pterolophia chekiangensis
- Pterolophia chinensis
- Pterolophia circulata
- Pterolophia clarior
- Pterolophia cochinchinensis
- Pterolophia colasi
- Pterolophia colffsi
- Pterolophia collarti
- Pterolophia collartiana
- Pterolophia compacta
- Pterolophia concreta
- Pterolophia conformis
- Pterolophia confusa
- Pterolophia conjecta
- Pterolophia conradti
- Pterolophia consimilis
- Pterolophia consularis
- Pterolophia convexa
- Pterolophia costalis
- Pterolophia costulata
- Pterolophia coxalis
- Pterolophia crassepuncta
- Pterolophia crassipes
- Pterolophia crenatocristata
- Pterolophia curticornis
- Pterolophia curvatocostata
- Pterolophia cylindricollis
- Pterolophia cylindripennis
- Pterolophia dahomeica
- Pterolophia dalbergiae
- Pterolophia dalbergicola
- Pterolophia dapensis
- Pterolophia dayremi
- Pterolophia declivis
- Pterolophia decolorata
- Pterolophia deducta
- Pterolophia deformis
- Pterolophia densefasciculata
- Pterolophia densepunctata
- Pterolophia dentaticornis
- Pterolophia denticollis
- Pterolophia dentifera
- Pterolophia detersa
- Pterolophia devittata
- Pterolophia digesta
- Pterolophia discalis
- Pterolophia discaloides
- Pterolophia diversefasciculata
- Pterolophia djampeana
- Pterolophia dohertyana
- Pterolophia dohrni
- Pterolophia dorsivaria
- Pterolophia dorsotuberculare
- Pterolophia dubiosa
- Pterolophia duplicata
- Pterolophia dystasioides
- Pterolophia ecaudata
- Pterolophia egumensis
- Pterolophia elegans
- Pterolophia elongata
- Pterolophia elongatissima
- Pterolophia elongatula
- Pterolophia endroedyi
- Pterolophia enganensis
- Pterolophia ephippiata
- Pterolophia eritreensis
- Pterolophia everetti
- Pterolophia excavata
- Pterolophia exigua
- Pterolophia externemaculata
- Pterolophia fasciata
- Pterolophia fascicularis
- Pterolophia fasciolata
- Pterolophia ferrugata
- Pterolophia ferruginea
- Pterolophia ferrugineotincta
- Pterolophia finitima
- Pterolophia flavicollis
- Pterolophia flavofasciata
- Pterolophia flavolineata
- Pterolophia flavomarmorata
- Pterolophia flavopicta
- Pterolophia flavoplagiata
- Pterolophia flavopostscutellaris
- Pterolophia fletcheri
- Pterolophia forbesi
- Pterolophia formosana
- Pterolophia fortescapa
- Pterolophia forticornis
- Pterolophia fractilinea
- Pterolophia francoisi
- Pterolophia franzi
- Pterolophia freyi
- Pterolophia fuchsi
- Pterolophia fukiena
- Pterolophia fulva
- Pterolophia fulvescens
- Pterolophia fulvisparsa
- Pterolophia fulvobasalis
- Pterolophia funebris
- Pterolophia fusca
- Pterolophia fuscoapicata
- Pterolophia fuscobiplagiata
- Pterolophia fuscodiscalis
- Pterolophia fuscofasciata
- Pterolophia fuscolineata
- Pterolophia fuscomaculata
- Pterolophia fuscomarmorata
- Pterolophia fuscoplagiata
- Pterolophia fuscoscutellata
- Pterolophia fuscosericea
- Pterolophia fuscostictica
- Pterolophia gabonica
- Pterolophia gardneri
- Pterolophia gardneriana
- Pterolophia geelwinkiana
- Pterolophia ghanaana
- Pterolophia ghanaensis
- Pterolophia gibbosipennis
- Pterolophia gigantea
- Pterolophia gigas
- Pterolophia gilmouri
- Pterolophia globosa
- Pterolophia graciosa
- Pterolophia granulata
- Pterolophia granulosa
- Pterolophia gregalis
- Pterolophia gressitti
- Pterolophia griseofasciata
- Pterolophia griseofasciatipennis
- Pterolophia griseovaria
- Pterolophia grisescens
- Pterolophia grossepunctata
- Pterolophia grossepuncticollis
- Pterolophia grossescapa
- Pterolophia guineensis
- Pterolophia handschini
- Pterolophia hebridarum
- Pterolophia henri-renaudi
- Pterolophia hiekei
- Pterolophia hiekiana
- Pterolophia hirsuta
- Pterolophia holobrunnea
- Pterolophia holorufa
- Pterolophia holzschuhi
- Pterolophia honesta
- Pterolophia hongkongensis
- Pterolophia horrida
- Pterolophia horridula
- Pterolophia hulstaerti
- Pterolophia humeralis
- Pterolophia humerosa
- Pterolophia humerosopunctata
- Pterolophia hybrida
- Pterolophia idoneoides
- Pterolophia idoneus
- Pterolophia illicita
- Pterolophia inaequalis
- Pterolophia inalbonotata
- Pterolophia incerta
- Pterolophia indica
- Pterolophia indistincta
- Pterolophia indistinctemaculata
- Pterolophia indra
- Pterolophia inexpectata
- Pterolophia infirmior
- Pterolophia ingrata
- Pterolophia innuganensis
- Pterolophia inplagiata
- Pterolophia instabilis
- Pterolophia insulana
- Pterolophia insularis
- Pterolophia insulicola
- Pterolophia intuberculata
- Pterolophia iringensis
- Pterolophia ivorensis
- Pterolophia izumikurana
- Pterolophia jacta
- Pterolophia javana
- Pterolophia javanica
- Pterolophia javicola
- Pterolophia jeanvoinei
- Pterolophia jiriensis
- Pterolophia jugosa
- Pterolophia kaleea
- Pterolophia kalisi
- Pterolophia kanoi
- Pterolophia kaszabi
- Pterolophia keyana
- Pterolophia keyensis
- Pterolophia kiangsina
- Pterolophia kilimandjaroensis
- Pterolophia kinabaluensis
- Pterolophia koreckae
- Pterolophia koshikijimana
- Pterolophia krishna
- Pterolophia kubokii
- Pterolophia kusamai
- Pterolophia kyushuensis
- Pterolophia lama
- Pterolophia laosensis
- Pterolophia latefascia
- Pterolophia lateflavovittata
- Pterolophia lateraliplagiata
- Pterolophia lateralis
- Pterolophia laterialba
- Pterolophia laterialbipennis
- Pterolophia lateripicta
- Pterolophia lateritia
- Pterolophia latipennis
- Pterolophia leiopodina
- Pterolophia lemoulti
- Pterolophia lepida
- Pterolophia lesnei
- Pterolophia lichenea
- Pterolophia ligata
- Pterolophia lineatipennis
- Pterolophia lobata
- Pterolophia lombokensis
- Pterolophia longicornis
- Pterolophia longiuscula
- Pterolophia longula
- Pterolophia longulipennis
- Pterolophia luctuosa
- Pterolophia lumawigi
- Pterolophia lumawigiana
- Pterolophia lumawigiensis
- Pterolophia lundbladi
- Pterolophia lunigera
- Pterolophia luteomarmorata
- Pterolophia luzonica
- Pterolophia luzonicola
- Pterolophia lychrosoides
- Pterolophia maacki
- Pterolophia macra
- Pterolophia major
- Pterolophia malabarica
- Pterolophia malaisei
- Pterolophia mallicolensis
- Pterolophia marmorata
- Pterolophia marmorea
- Pterolophia marshalliana
- Pterolophia matsushitai
- Pterolophia medioalbicollis
- Pterolophia medioalbovittata
- Pterolophia mediocarinata
- Pterolophia mediochracea
- Pterolophia mediofasciata
- Pterolophia mediofuscipennis
- Pterolophia mediomaculata
- Pterolophia mediophthalma
- Pterolophia mediopicta
- Pterolophia medioplagiata
- Pterolophia mediovittata
- Pterolophia melanura
- Pterolophia meridionalis
- Pterolophia metallescens
- Pterolophia microphthalma
- Pterolophia mimecyroschema
- Pterolophia mimica
- Pterolophia mimoconsularis
- Pterolophia mindanaonis
- Pterolophia mindoroensis
- Pterolophia minima
- Pterolophia ministrata
- Pterolophia minuta
- Pterolophia minutior
- Pterolophia minutissima
- Pterolophia misella
- Pterolophia mispiloides
- Pterolophia modesta
- Pterolophia montium
- Pterolophia mortoni
- Pterolophia mortoniana
- Pterolophia mouhoti
- Pterolophia moupinensis
- Pterolophia mozambica
- Pterolophia mucronata
- Pterolophia multicarinata
- Pterolophia multicarinatoides
- Pterolophia multicarinipennis
- Pterolophia multifasciculata
- Pterolophia multigibbulosa
- Pterolophia multimaculata
- Pterolophia multinotata
- Pterolophia multisignata
- Pterolophia multituberculata
- Pterolophia multituberculosa
- Pterolophia multivitticollis
- Pterolophia multivittipennis
- Pterolophia mutata
- Pterolophia neopomeriana
- Pterolophia niasana
- Pterolophia niasica
- Pterolophia nicobarica
- Pterolophia nigricans
- Pterolophia nigrobiarcuata
- Pterolophia nigrocincta
- Pterolophia nigrocirculata
- Pterolophia nigrocirculatipennis
- Pterolophia nigroconjuncta
- Pterolophia nigrodorsalis
- Pterolophia nigrofasciata
- Pterolophia nigrofasciculata
- Pterolophia nigrolineaticollis
- Pterolophia nigromaculipennis
- Pterolophia nigroornatipennis
- Pterolophia nigropicta
- Pterolophia nigroplagiata
- Pterolophia nigroscutellata
- Pterolophia nigrosignata
- Pterolophia nigrosparsa
- Pterolophia nigrotransversefasciata
- Pterolophia nigrovirgulata
- Pterolophia nilghirica
- Pterolophia nitidomaculata
- Pterolophia nivea
- Pterolophia nobilis
- Pterolophia nodicollis
- Pterolophia nousopae
- Pterolophia obducta
- Pterolophia obliquata
- Pterolophia obliquealbovittata
- Pterolophia obliquefasciculata
- Pterolophia obliquelineata
- Pterolophia obliqueplagiata
- Pterolophia obliquestriata
- Pterolophia obliquevittipennis
- Pterolophia obovata
- Pterolophia obscura
- Pterolophia obscurata
- Pterolophia obscuricolor
- Pterolophia obscuroides
- Pterolophia occidentalis
- Pterolophia ochraceolineata
- Pterolophia ochraceopicta
- Pterolophia ochreithorax
- Pterolophia ochreomaculata
- Pterolophia ochreopunctata
- Pterolophia ochreoscutellaris
- Pterolophia ochreosignata
- Pterolophia ochreostictica
- Pterolophia ochreosticticollis
- Pterolophia ochreotriangularis
- Pterolophia ochreotriangularoices
- Pterolophia ochreovittata
- Pterolophia oculata
- Pterolophia olivacea
- Pterolophia omeishana
- Pterolophia oopsida
- Pterolophia orientalis
- Pterolophia ornatipennis
- Pterolophia oshimana
- Pterolophia ovalis
- Pterolophia ovatula
- Pterolophia ovipennis
- Pterolophia palawanica
- Pterolophia pallida
- Pterolophia pallidifrons
- Pterolophia papuana
- Pterolophia parabaiensis
- Pterolophia parachapaensis
- Pterolophia paracompacta
- Pterolophia paraconsularis
- Pterolophia paraflavescens
- Pterolophia paraforticornis
- Pterolophia paralaosensis
- Pterolophia paralatipennis
- Pterolophia paramicrophthalma
- Pterolophia paramulticarinata
- Pterolophia parangolensis
- Pterolophia parapilosipes
- Pterolophia parascripta
- Pterolophia parassamensis
- Pterolophia paravariolosa
- Pterolophia parobliquata
- Pterolophia parobscuroides
- Pterolophia parovalis
- Pterolophia partealbicollis
- Pterolophia partealboantenata
- Pterolophia partenigroantennalis
- Pterolophia partepostflava
- Pterolophia parvula
- Pterolophia pascoei
- Pterolophia pasteuri
- Pterolophia pedongana
- Pterolophia pedongensis
- Pterolophia pendleburyi
- Pterolophia penicillata
- Pterolophia peraffinis
- Pterolophia perakana
- Pterolophia perakensis
- Pterolophia perplexa
- Pterolophia persimilis
- Pterolophia persimiloides
- Pterolophia pfanneri
- Pterolophia phungi
- Pterolophia pici
- Pterolophia pictula
- Pterolophia pilosella
- Pterolophia pilosipennis
- Pterolophia pilosipes
- Pterolophia plicata
- Pterolophia ploemi
- Pterolophia plurialbostictica
- Pterolophia pluricarinipennis
- Pterolophia plurifasciculata
- Pterolophia pontianakensis
- Pterolophia postalbofasciata
- Pterolophia postbalteata
- Pterolophia postfasciculata
- Pterolophia postflava
- Pterolophia postflavomaculata
- Pterolophia postfuscomaculata
- Pterolophia postmedioalba
- Pterolophia postscutellaris
- Pterolophia postsubflava
- Pterolophia praeapicemaculata
- Pterolophia praeclara
- Pterolophia preapicecarinata
- Pterolophia principis
- Pterolophia propinqua
- Pterolophia prosoploides
- Pterolophia proxima
- Pterolophia pseudapicata
- Pterolophia pseudobasalis
- Pterolophia pseudobscuroides
- Pterolophia pseudocarinata
- Pterolophia pseudocaudata
- Pterolophia pseudocostalis
- Pterolophia pseudoculata
- Pterolophia pseudoculatoides
- Pterolophia pseudodapensis
- Pterolophia pseudolaosensis
- Pterolophia pseudolunigera
- Pterolophia pseudomucronata
- Pterolophia pseudoprincipis
- Pterolophia pseudosecuta
- Pterolophia pseudotincta
- Pterolophia pulchra
- Pterolophia pulla
- Pterolophia punctigera
- Pterolophia pusilla
- Pterolophia pygmaea
- Pterolophia quadricristata
- Pterolophia quadricristipennis
- Pterolophia quadricristulata
- Pterolophia quadrifasciata
- Pterolophia quadrifasciculata
- Pterolophia quadrifasciculatipennis
- Pterolophia quadrigibbosa
- Pterolophia quadrigibbosipennis
- Pterolophia quadrilineata
- Pterolophia quadrimaculata
- Pterolophia quadrinodosa
- Pterolophia quadrituberculata
- Pterolophia quadrivittata
- Pterolophia queenslandensis
- Pterolophia quentini
- Pterolophia quinquegibbicollis
- Pterolophia raffrayi
- Pterolophia reducta
- Pterolophia reduplicata
- Pterolophia rhodesiana
- Pterolophia riouensis
- Pterolophia robinsoni
- Pterolophia robusta
- Pterolophia robustior
- Pterolophia romani
- Pterolophia rondoni
- Pterolophia rondoniana
- Pterolophia ropicoides
- Pterolophia rosacea
- Pterolophia rosselli
- Pterolophia rubiensis
- Pterolophia rubra
- Pterolophia rubricornis
- Pterolophia rufescens
- Pterolophia rufipennis
- Pterolophia rufobrunnea
- Pterolophia rufula
- Pterolophia rufuloides
- Pterolophia rugulosa
- Pterolophia rustenburgi
- Pterolophia saigonensis
- Pterolophia saintaignani
- Pterolophia salebrosa
- Pterolophia salomonum
- Pterolophia sanghirica
- Pterolophia sanghiriensis
- Pterolophia sassensis
- Pterolophia schmidi
- Pterolophia schoutedeni
- Pterolophia schultzeana
- Pterolophia schultzei
- Pterolophia scopulifera
- Pterolophia scripta
- Pterolophia scutellaris
- Pterolophia secuta
- Pterolophia secutoides
- Pterolophia semiarcuata
- Pterolophia semilunaris
- Pterolophia serrata
- Pterolophia serraticornis
- Pterolophia serricornis
- Pterolophia servilis
- Pterolophia shiva
- Pterolophia shortlandensis
- Pterolophia siamana
- Pterolophia siamensis
- Pterolophia sibuyana
- Pterolophia sibuyensis
- Pterolophia sikkimana
- Pterolophia sikkimensis
- Pterolophia similata
- Pterolophia similis
- Pterolophia simillima
- Pterolophia simplicior
- Pterolophia simulans
- Pterolophia simulata
- Pterolophia sinensis
- Pterolophia siporensis
- Pterolophia sobrina
- Pterolophia sordidata
- Pterolophia speciosa
- Pterolophia spinicornis
- Pterolophia spinifera
- Pterolophia spinosa
- Pterolophia sterculiae
- Pterolophia sthenioides
- Pterolophia strandi
- Pterolophia strandiella
- Pterolophia strumosa
- Pterolophia subaequalis
- Pterolophia subaffinis
- Pterolophia subalbofasciata
- Pterolophia subbicarinata
- Pterolophia subbicolor
- Pterolophia subbitubericollis
- Pterolophia subchapaensis
- Pterolophia subcostata
- Pterolophia subdentaticornis
- Pterolophia subfasciata
- Pterolophia subflavescens
- Pterolophia subforticornis
- Pterolophia subfulvisparsa
- Pterolophia subgrisescens
- Pterolophia sublobata
- Pterolophia subminutissima
- Pterolophia subnigrosparsa
- Pterolophia subobscuricolor
- Pterolophia subovatula
- Pterolophia subropicoides
- Pterolophia subrubra
- Pterolophia subsellata
- Pterolophia subsignata
- Pterolophia subtincta
- Pterolophia subtriangularis
- Pterolophia subtubericollis
- Pterolophia subunicolor
- Pterolophia subvariolosa
- Pterolophia subvillaris
- Pterolophia suginoi
- Pterolophia suisapana
- Pterolophia sulcaticornis
- Pterolophia sulcatipennis
- Pterolophia sulcatithorax
- Pterolophia sumatrana
- Pterolophia sumatrensis
- Pterolophia sumbawana
- Pterolophia sumbawensis
- Pterolophia szetschuanensis
- Pterolophia szetschuanica
- Pterolophia szewezycki
- Pterolophia tenebrica
- Pterolophia tenebricoides
- Pterolophia tengahensis
- Pterolophia teocchii
- Pterolophia ternatensis
- Pterolophia theresae
- Pterolophia thibetana
- Pterolophia thomensis
- Pterolophia tibialis
- Pterolophia timorana
- Pterolophia timorensis
- Pterolophia todui
- Pterolophia toekanensis
- Pterolophia tonkinensis
- Pterolophia touzalini
- Pterolophia transversefasciata
- Pterolophia transversefasciatipennis
- Pterolophia transverselineata
- Pterolophia transverseplagiata
- Pterolophia transverseunifasciata
- Pterolophia transversevittata
- Pterolophia triangularis
- Pterolophia trichofera
- Pterolophia trichotibialis
- Pterolophia tricolor
- Pterolophia tricoloripennis
- Pterolophia trifasciculata
- Pterolophia trilineicollis
- Pterolophia tristis
- Pterolophia tristoides
- Pterolophia trivittata
- Pterolophia trobriandensis
- Pterolophia truncata
- Pterolophia truncatella
- Pterolophia truncatipennis
- Pterolophia tsurugiana
- Pterolophia tuberculatithorax
- Pterolophia tuberculatrix
- Pterolophia tuberculicollis
- Pterolophia tuberculifera
- Pterolophia tuberculithorax
- Pterolophia tubericollis
- Pterolophia tuberipennis
- Pterolophia tuberosicollis
- Pterolophia tuberosithorax
- Pterolophia tugelensis
- Pterolophia ugandae
- Pterolophia uhelensis
- Pterolophia undulata
- Pterolophia uniformipennis
- Pterolophia uniformis
- Pterolophia univinculata
- Pterolophia vagans
- Pterolophia vagestriata
- Pterolophia vagevittata
- Pterolophia variabilis
- Pterolophia varians
- Pterolophia variantennalis
- Pterolophia variegata
- Pterolophia varievittata
- Pterolophia variolosa
- Pterolophia varipennis
- Pterolophia vientiannensis
- Pterolophia villaris
- Pterolophia villosa
- Pterolophia virgulata
- Pterolophia viridana
- Pterolophia viridegrisea
- Pterolophia vittata
- Pterolophia vittaticollis
- Pterolophia vitticollis
- Pterolophia wittmeri
- Pterolophia woodlarkiana
- Pterolophia yenae
- Pterolophia yunnana
- Pterolophia yunnanensis
- Pterolophia yunnanica
- Pterolophia zebrina
- Pterolophia zebrinoides
- Pterolophia ziczac
- Pterolophia zonata